# 豐前大熊站

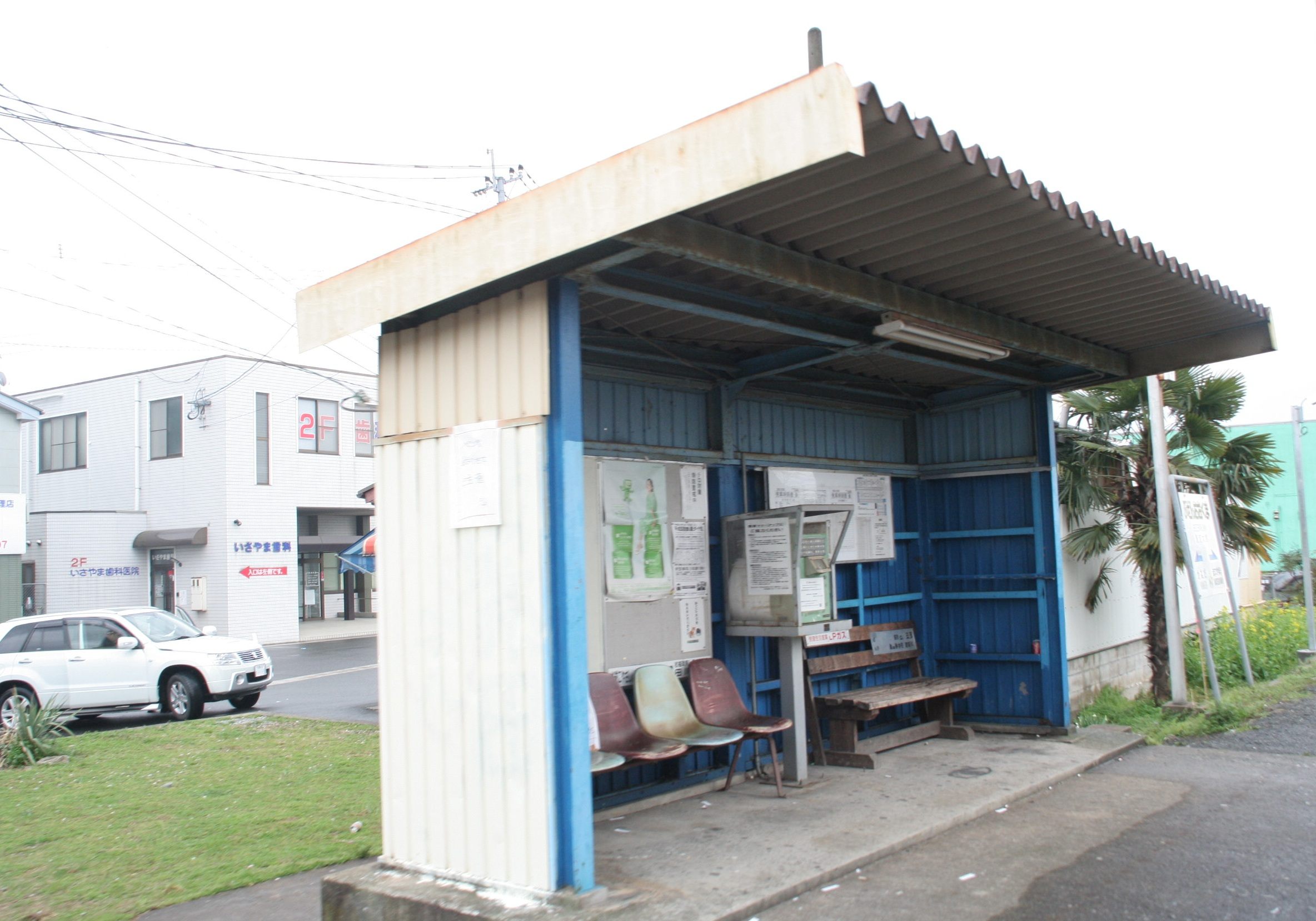
候車室（2008年8月）

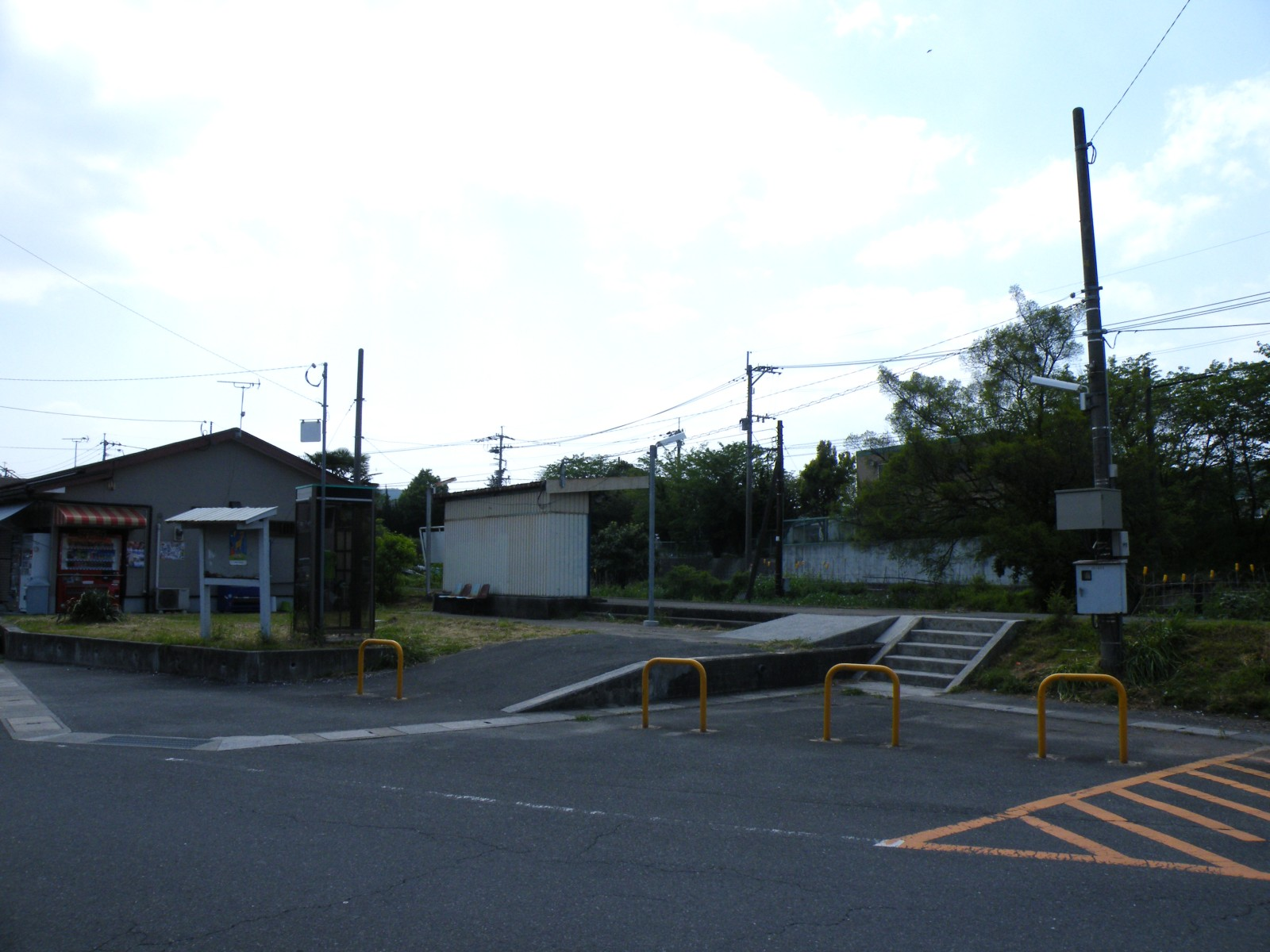
站前（2010年5月）

豐前大熊站（日语：／ Buzen-Ōkuma eki */?）是位於福岡縣田川郡糸田町大字糸田4097番2號，平成筑豐鐵道的糸田線車站。車站編號為HC51。經營折扣店「MrMax」的MrMax控股株式會社取得此站的命名權。在2009年4月1日，此站愛稱為MrMax豐前大熊站。
車站靠邊福智町的邊界。

## 歷史
- 1942年（昭和17年）10月1日 - 產業水泥鐵道（日语：産業セメント鉄道）開設此站（旅客車站）。
- 1943年（昭和18年）7月1日 - 產業水泥鐵道被國有化，成為國有鐵道車站。
- 1951年（昭和31年）1月1日 - 開始貨物起卸業務。
- 1968年（昭和43年）5月1日 - 結束貨物起卸業務。
- 1974年（昭和49年）3月5日 - 成為無人車站[1]。
- 1987年（昭和62年）4月1日 - 伴隨國鐵分割民營化，車站由九州旅客鐵道（JR九州）營運[2][3][4]。
- 1989年（平成元年）10月1日 - 此站變由平成筑豐鐵道管理。
- 2009年（平成21年）4月1日 - 此站加設副站名（愛稱）。

## 車站構造
車站是一座地面車站，設有1面1線的單式月台。此站是無人車站。
另外，截至1998年（平成10年），此站設有小型車站大樓，現時大樓已經拆毀。該大樓曾經設有車站職員當值（在平成筑豐鐵道接管車站時已經是無人車站，當時售票櫃臺已經被封閉）。

## 車站周邊
車站鄰近住宅區。
- 福岡縣道420號金田糸田田川線（日语：福岡県道420号金田糸田田川線）
- 特別養護老人之家（日语：特別養護老人ホーム）長壽園
- 諌山醫院(皮膚科、牙科)
- 吉田醫院
- 團體之家向日葵
- 町営高見町團地
- 桑野商店
- 大熊Dock　(熱狗、章魚燒店)
- 福島肉店
- 大吉 (食品店)
- 稻荷神社

## 相鄰車站
平成筑豐鐵道
■糸田線
金田（HC10）－豐前大熊（HC51）－松山（HC52）

## 注腳
1. ↑  日本國有鐵道公示S49.3.5公280
2. ↑  九州鉄道百年祭実行委員会・百年史編纂部会 (编).  初版. 九州旅客鉄道. 1988: 181 （日语）.
3. ↑  『交通年鑑 昭和63年版』 交通協力會，1988年3月。
4. ↑  今村都南雄 『民営化の效果と現実NTTとJR』 中央法規出版，1997年8月。ISBN 978-4805840863

## 外部連結
- 豐前大熊站 （页面存档备份，存于）（日語）（平成筑豐鐵道沿線情報網站）